# Foie (alimentation)
Le foie est une viande comestible qui fait partie des abats. Bien qu'il soit recommandé de la consommer cuite pour éviter la toxocarose, certaines cuisines offrent des mets à base de foie cru.
Le foie des animaux d'élevage (ovins, suidés, bovins et volaille) est un produit de consommation courante depuis l'Antiquité. Le foie de certains gibiers (sanglier, chevreuil…) est également apprécié en gastronomie ainsi que celui de certains poissons. Autrefois disponible chez les tripiers, commerçants spécialisés dans la vente des abats et des bas-morceaux comme oreilles, pieds et queues, la viande de foie est désormais proposée dans les boucheries et les grandes surfaces.

## Types de produits

### Foies de mammifères

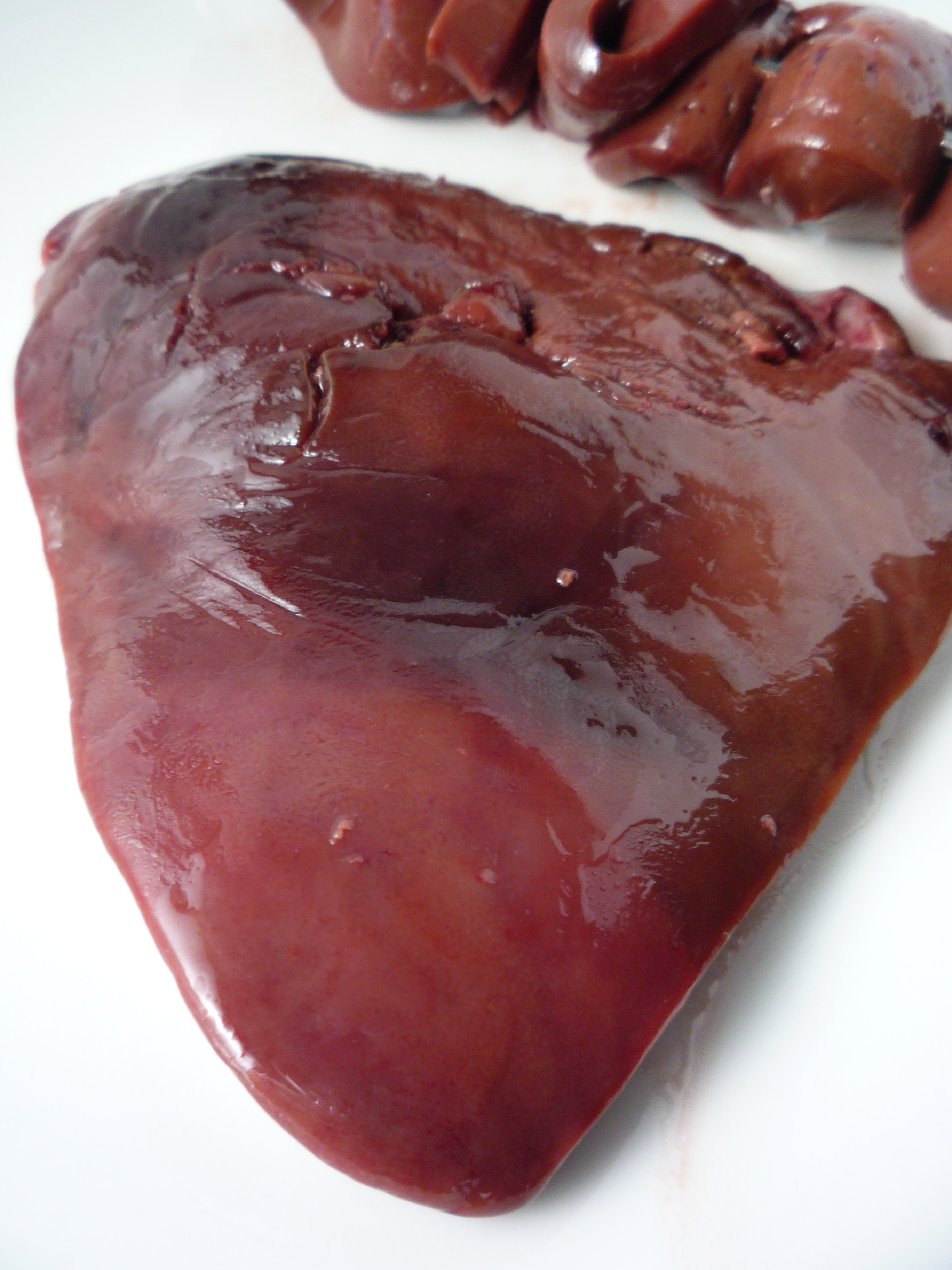
Foie d'agneau

### Foies de volaille

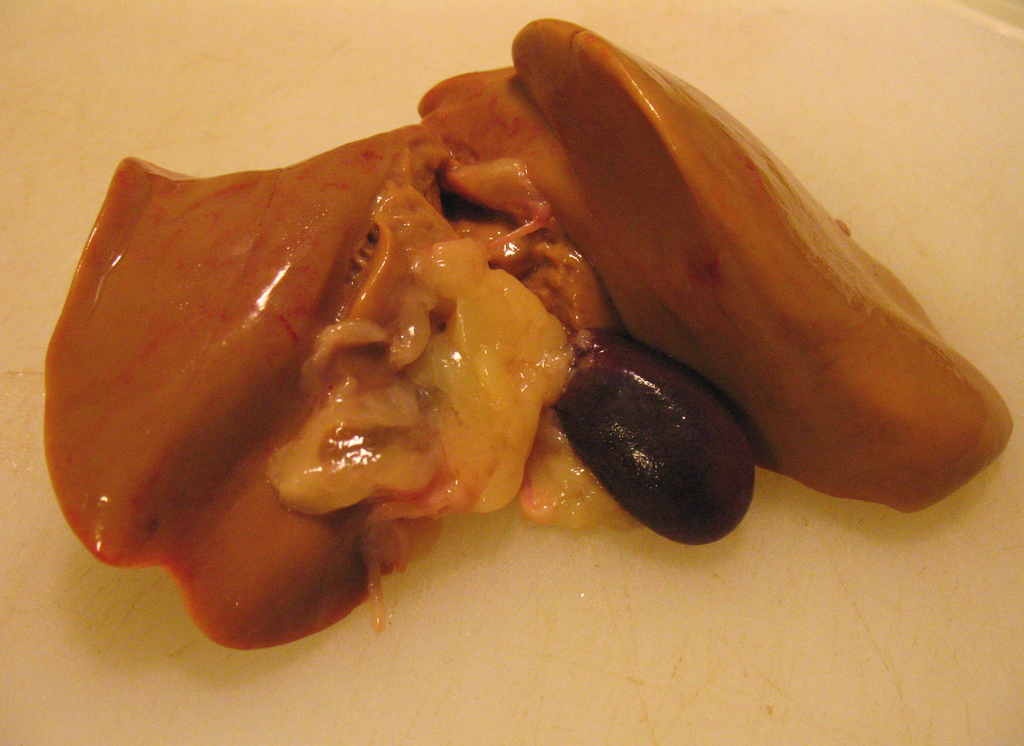
Foie de dinde
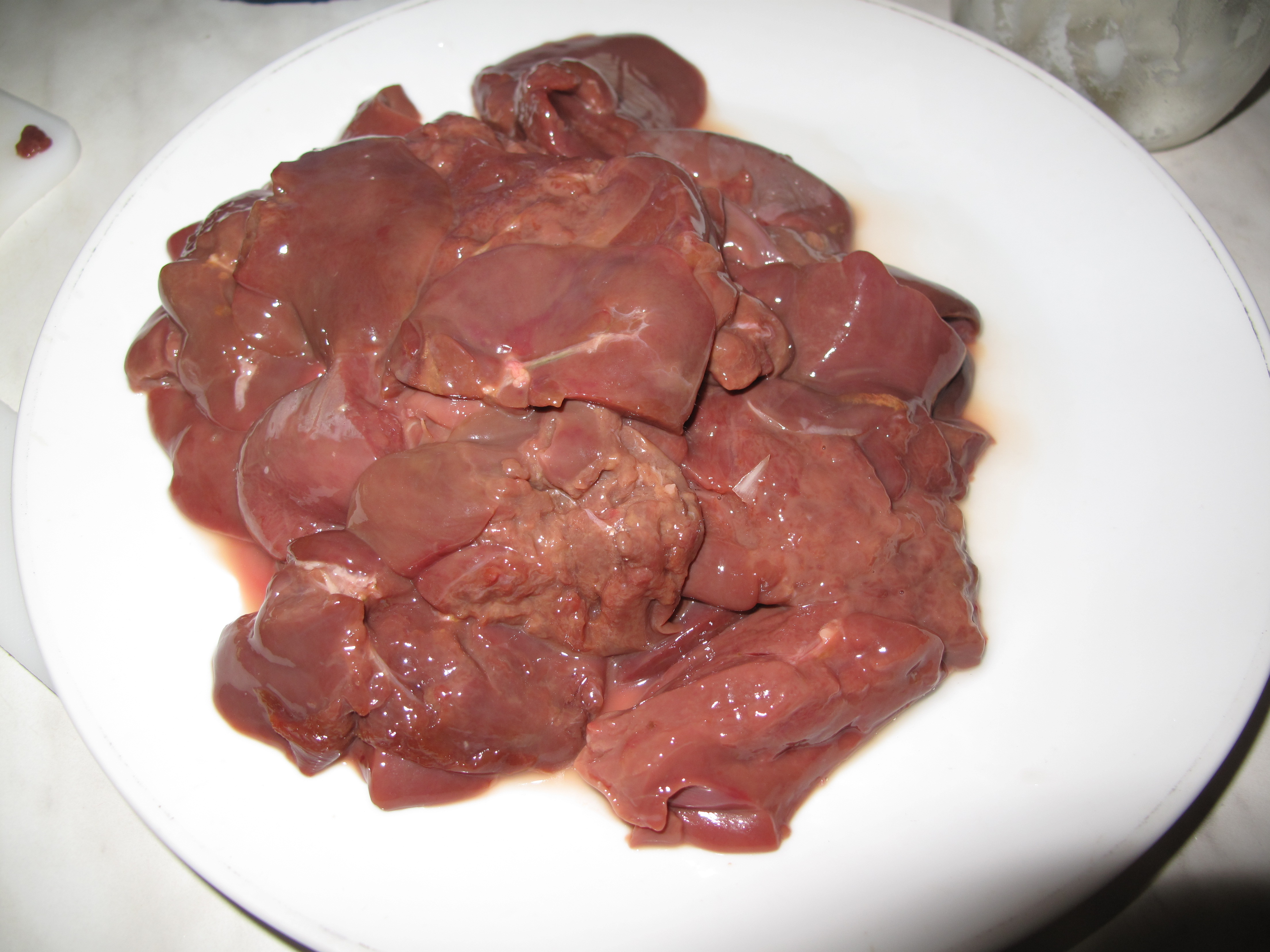
Foies d'oie

### Foies de poisson

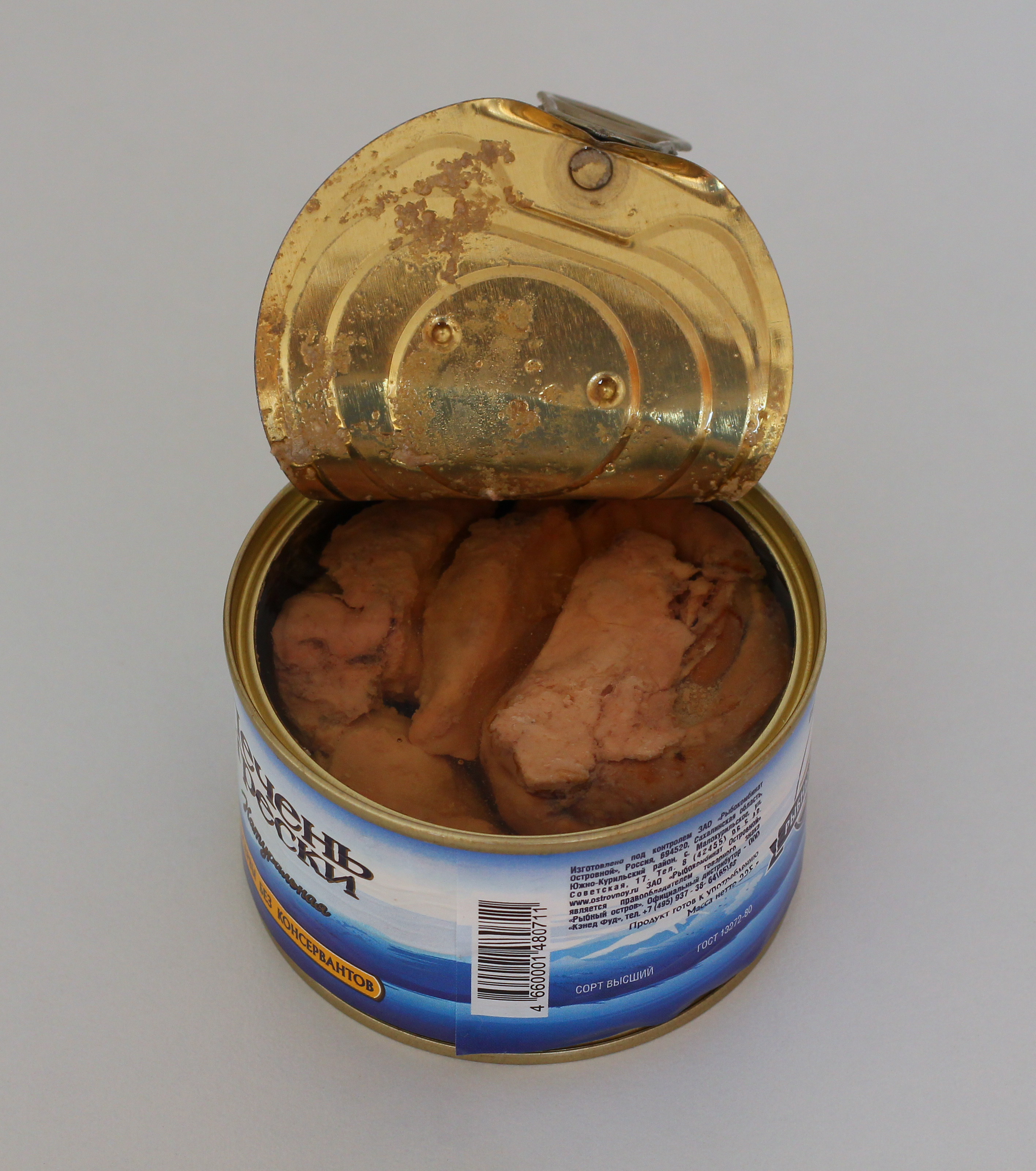
Foies de morue en conserve

## Diététique et nutrition
La teneur en protides du foie est de 20 à 22 % et sa teneur en lipides est particulièrement réduite, de 4 % (volaille, bœuf, mouton) à 5 % (porc, veau), ce qui en fait une « viande » maigre, assez digeste. Sa teneur en cholestérol et en purines est élevée. Les abats et donc le foie, en particulier celui de bœuf, sont également plus chargés en plomb que d'autres viandes, mais dans une teneur proportionnellement moindre que certains poissons (qui contiennent en outre nettement plus de mercure).
Le foie est une source majeure de vitamines et de sels minéraux essentiels. Le foie de veau est riche en vitamine A (tout comme le foie de porc) mais aussi en vitamines B1, B2, B5 ou acide pantothénique, B9 ou acide folique, B12, C, en fer, zinc, phosphore et potassium. 
Les foies de bœuf, de mouton et de volaille (le moins riche en vitamines et en fer) ne contiennent pratiquement pas de vitamine A ; en revanche, ils sont également riches en thiamine, riboflavine et niacine, vitamines du groupe B qui jouent un rôle capital dans l'organisme pour l'utilisation de l’énergie.
Contenu en vitamines de foies poêlés (valeurs en mg pour 100 g de foie) :
| Vitamine                           | Veau (mg/100 g) | Agneau (mg/100 g) | Bœuf (mg/100 g) |
| ---------------------------------- | --------------- | ----------------- | --------------- |
| Vitamine C, acide ascorbique total | 0,7             | 13,0              | 0,7             |
| Thiamine                           | 0,178           | 0,350             | 0,177           |
| Riboflavine                        | 3,060           | 4,590             | 3,425           |
| Niacine                            | 14,350          | 16,680            | 17,475          |
| acide pantothénique                | 7,075           | 6,330             | 6,943           |
| Vitamine B6                        | 0,891           | 0,950             | 1,027           |
| Folate, total                      | 0,350           | 0,400             | 0,260           |
| Choline, total                     | 411,0           |                   | 418,2           |
| Bétaïne                            | 8,1             |                   | 6,3             |
| Vitamine B12                       | 72,50 μg        | 35,70 μg          | 83,13 μg        |
| Rétinol (A)                        | 20,070          | 7,777             | 7,728           |
| β-carotène                         | 0,040           |                   | 0,182           |
| α-carotène                         | 0,011           |                   | 0,011           |
| β-cryptoxanthine                   | 0,016           |                   | 0,021           |
| Vitamine E (α-tocophérol)          | 0,60            |                   | 0,46            |
| γ-tocophérol                       | 0,03            |                   | 0,06            |
| Vitamine K (phylloquinone)         | 1,6 μg          |                   | 3,9 μg          |

## Gastronomie
Les foies de veau, de mouton et de bœuf se cuisinent poêlés, grillés ou sautés; le foie d'agneau peut aussi se griller en brochettes. Le foie de porc est surtout transformé en pâté.

### Foie aux oignons
Le foie aux oignons (es) est un mets que l'on retrouve au menu de nombreuses cuisines nationales, avec diverses variantes locales quant aux ingrédients (foie de porc, d'agneau, de volaille) et aux accompagnements. L'oignon est apprécié en accompagnement du foie. Le foie et les oignons sont généralement frits ou cuits ensemble, mais ils peuvent aussi être frits séparément puis mélangés.
Le foie d'agneau est généralement utilisé dans la cuisine anglaise, parfois accompagné de bacon frit. Aux États-Unis, le foie aux oignons jouissait autrefois d'une grande popularité, se retrouvant au menu des repas familiaux et des restaurants populaires, les home-style restaurants. Ce plat est désormais devenu plus typique des cuisines du Sud et de l’Upper Midwest.
Le foie aux oignons est également populaire en Amérique latine, où il est servi avec des tortillas ou du riz.

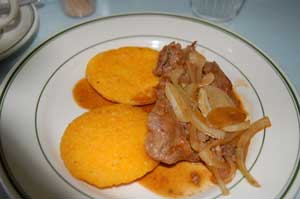
Tortillas con biste de higado, une version vénézuélienne du plat.
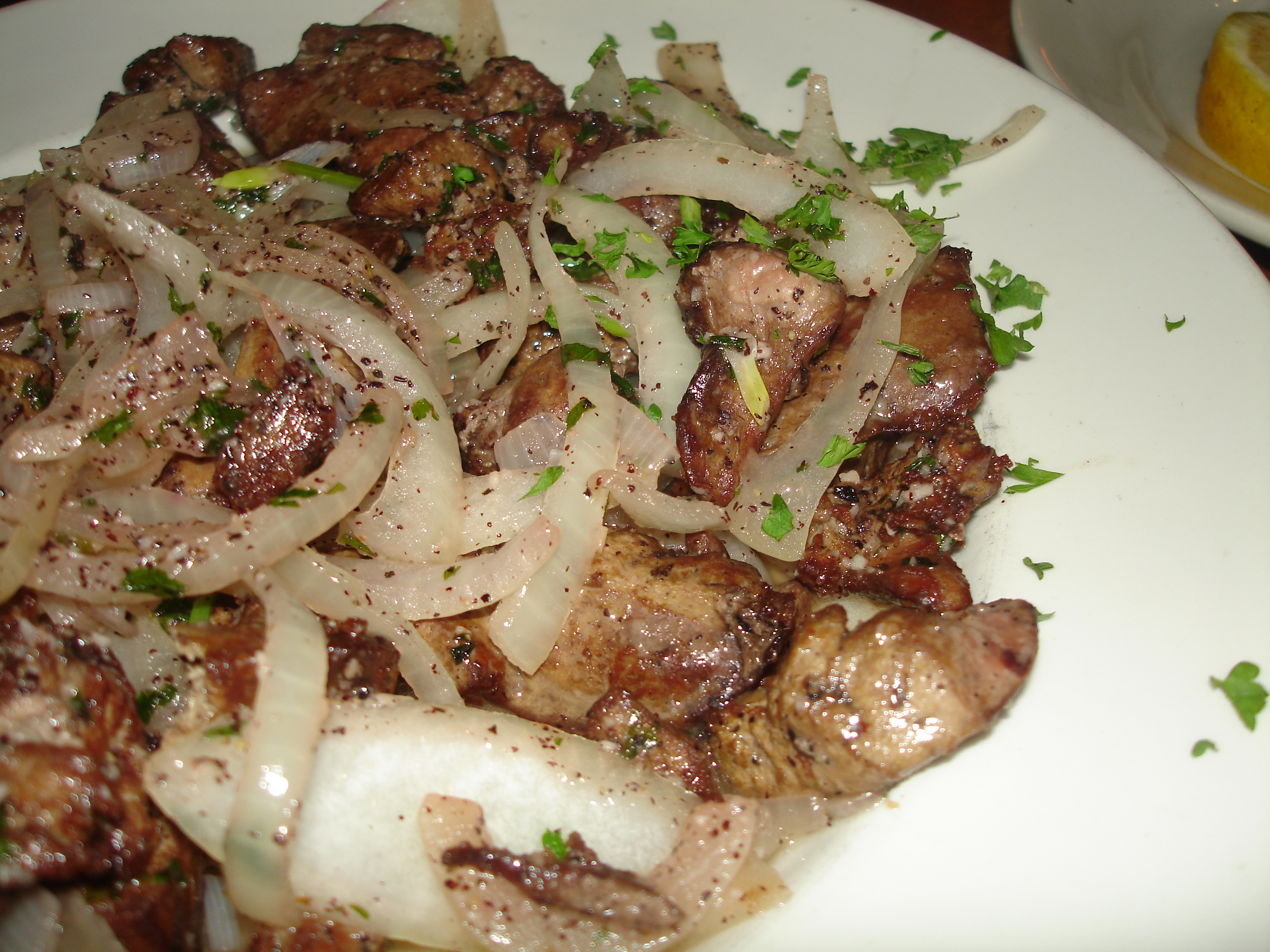
Fricassée de foies de poulet aux oignons.
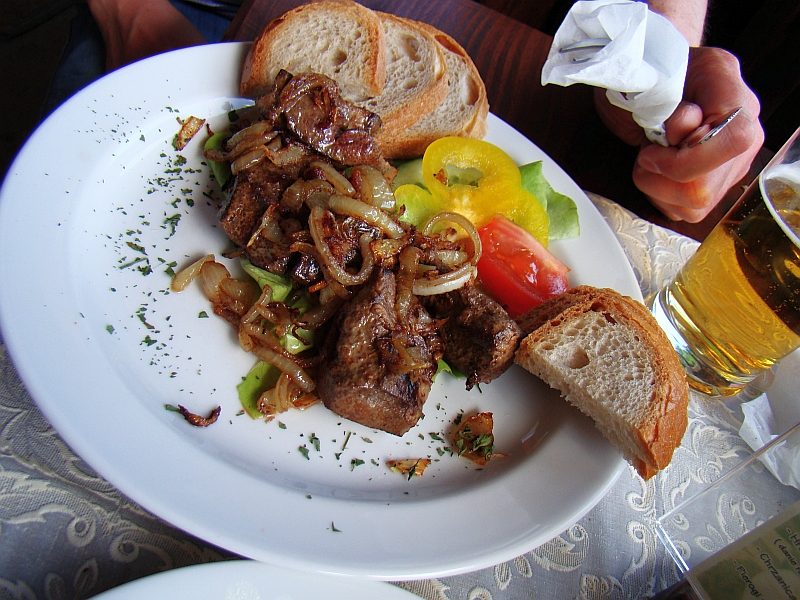
Foie de porc frit aux oignons, dans sa version polonaise.
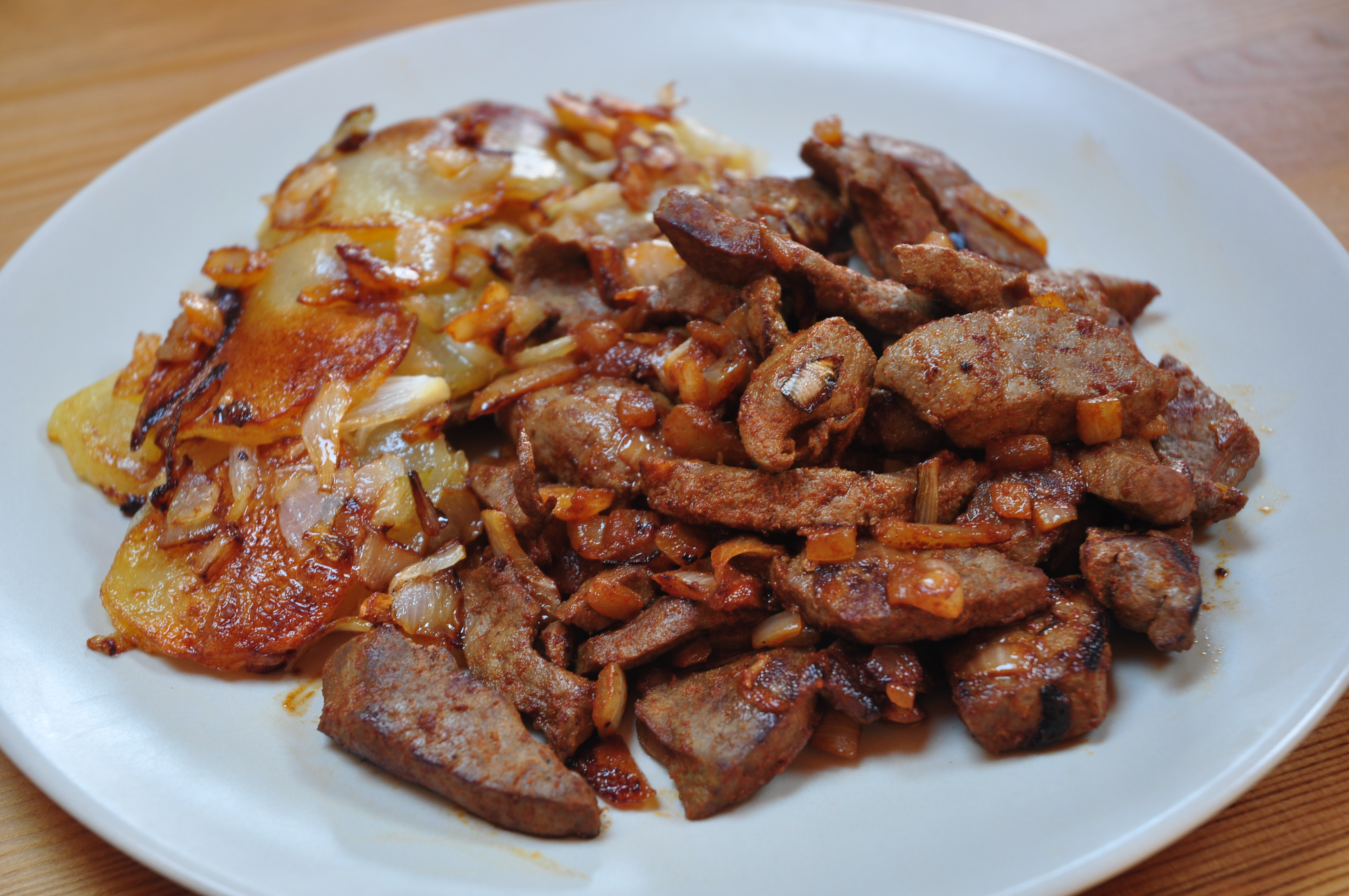
Higado encebollado, plat espagnol de foie et d'oignons caramélisés.

### Cuisines européennes

#### Europe du Nord

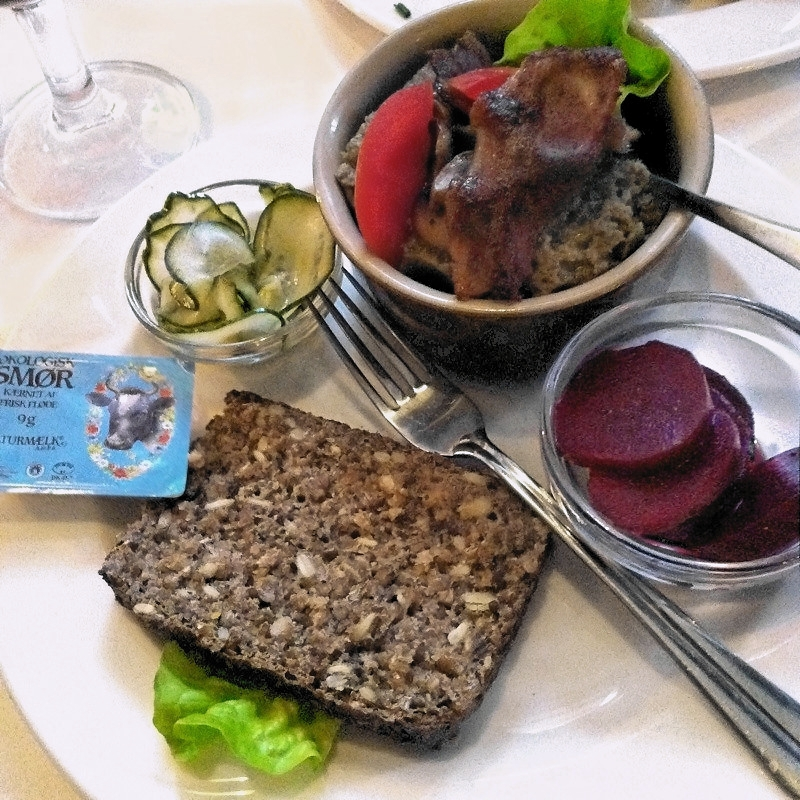
Encas danois composé de pain de seigle, de leverpostej, garni de bacon et de tomate, et accompagné de cornichons et de betterave rouge.

Le pâté de foie est un mets très apprécié en Scandinavie et en Europe du Nord. Appelé leverpostej, au Danemark, lifrarkæfa, en Islande, leverpostei, en Norvège, leverpastej, en Suède, maksapasteija, en Finlande, maksapasteet, en Estonie, Leberpastete, en Allemagne ou leverpastei, aux Pays-Bas et en Belgique néerlandophone, sa recette et sa texture diffèrent légèrement du pâté français, étant composé essentiellement de foie de porc grossièrement haché et de lard.
Le leverpostej a été introduit à Copenhague, en 1847, par le Français François Louis Beauvais. À cette époque, il était considéré comme un produit de luxe mais, aujourd'hui, il est devenu un aliment commun à prix raisonnable. La firme Stryhn, établie en 1945 sur l'île d'Amager, au sud de Copenhague, est l'un des principaux producteurs de leverpostej — son Grovhakket (litt. : « hachis grossier ») constituant le leverpostej le plus populaire au Danemark.
Selon la recette danoise, le foie est transformé en une pâte à laquelle herbes, sel, poivre et autres condiments sont ajoutés. Cette préparation est ensuite placée dans un moule et cuite au four. Le pâté est étalé sur du pain de seigle foncé (rugbrød) et peut être agrémenté de pickles, ou d'autres garnitures marinées en saumure, comme la betterave ou les concombres, les oignons ou oignons frits, champignons sautés, voire du bacon. Le leverpostej peut être servi chaud ou froid sur du pain de seigle ou du franskbrød (litt. « pain français », terme désignant le pain blanc).
Le foie de veau à la berlinoise est une recette traditionnelle régionale, à base de tranches de foie de veau, de tranches de pommes et d'anneaux d'oignons dorés. Les tranches de foie de veau sont tout d'abord roulées dans la farine, sautées au beurre, assaisonnées de poivre et de sel, et gardées au chaud. Du beurre est alors rajouté à la préparation dans laquelle on fait dorer des tranches de pommes acidulées (genre Belle de Boskoop) et d'oignons. Ce plat est traditionnellement accompagné de purée de pommes de terre, de carottes, de chou rouge ou de laitue.

#### Europe du Sud
Les cuisines de l'Europe méridionale offrent, elles aussi, quelques variantes locales du foie aux oignons. La cuisine catalane utilise l'huile d'olive comme matière grasse de cuisson et agrémente la préparation d'ail. Dans la cuisine italienne, le fegato alla Veneziana est agrémenté d'un trait de vin rouge ou de vinaigre, tandis que le fegato alla Romana est, quant à lui, déglacé au vin blanc et compte du lard dans ses ingrédients,.

#### Cuisine française

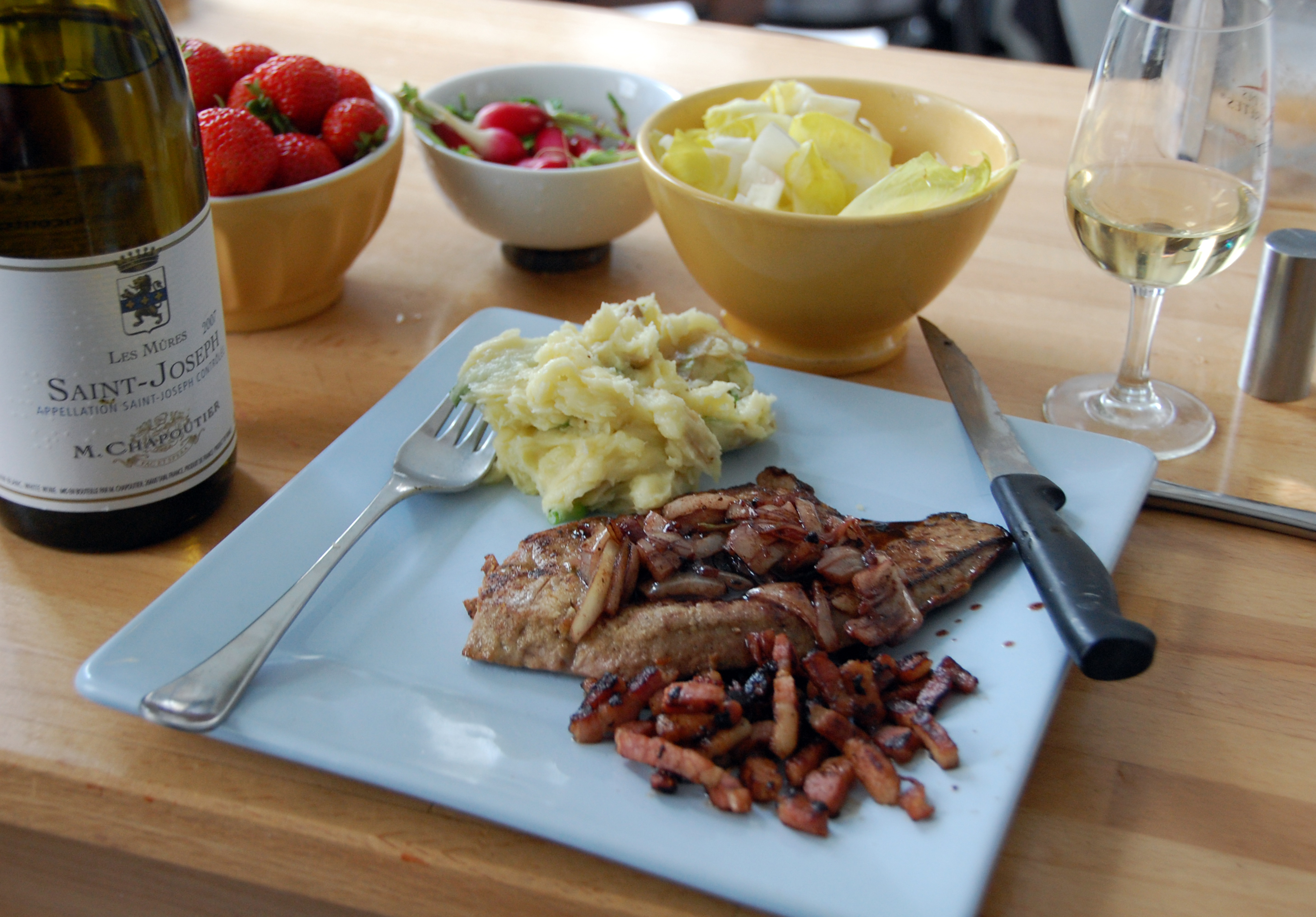
Foie d'agneau aux lardons, accompagné d'un saint-joseph

Le foie de veau aux lardons constitue une version française du foie aux oignons. La mousse de foie de canard au porto est une autre spécialité française dérivée de cet abat.
Le foie de veau à la bordelaise est spécialité de l'Aquitaine. Le gâteau de foies de volaille est une spécialité culinaire de la région Rhône-Alpes. Dans l'Ain, et notamment dans sa capitale gastronomique Bourg-en-Bresse, on confectionne le gâteau de foie blond, préparé à base de foies de poularde de Bresse. C'est également un classique de la cuisine lyonnaise.

##### Foie gras
« Le foie gras cuit est une spécialité culinaire à base de foie gras issu de l'élevage, puis de l'engraissement par gavage des oies et des canards. Signalé dès la Rome antique, il se consomme de nos jours cru, mi-cuit ou cuit, et peut être proposé sous forme de produit frais ou en conserve. Il est majoritairement produit en France. »
Le foie gras constitue l'un de produits phares de l'agriculture française et de sa gastronomie.

#### Cuisines des iles britanniques
Le foie d'agneau ou de mouton est l'un des ingrédients du haggis traditionnel écossais.

### Cuisines américaines
Le foie aux oignons est populaire aux États-Unis et en Amérique latine. 
Aux États-Unis, en particulier en Louisiane, le foie de poulet est utilisé dans la cuisine cajun, pour la préparation du dirty rice (en).

### Cuisines arabes
Foies de mouton ou de poulet entrent dans la recette de la kamounia, plat traditionnel des cuisines algérienne et tunisienne à base d'abats. Le foie de chameau, consommé grillé, est un classique de la cuisine mauritanienne, quelquefois accompagné de graisse de bosse de chameau.
La cuisine marocaine offre diverses recettes à base de foies de mouton, poulet et veau.

### Cuisines asiatiques
Une spécialité de la cuisine japonaise à base de foie de poisson est l’ankimo, du foie de lophius (lotte ou baudroie). On connait en Occident une recette quasi similaire à l’ankimo, sous le nom de foie gras de la mer.